# Sascha Weber
Sascha Weber, né le 23 février 1988 à Sarrebruck, est un coureur cycliste allemand spécialiste du cyclo-cross.

## Biographie
Sascha Weber est surtout réputé pour ses qualités de cyclo-crossman. Il a notamment remporté le Champion d'Allemagne de cyclo-cross espoirs en 2009 et 2010. Il a également terminé 3e du Champion d'Allemagne de cyclo-cross en 2014, course remportée par Philipp Walsleben. Sur route, il s'est notamment distingué en terminant 4e du Sibiu Cycling Tour en 2011. En 2014, il se distingue en prenant la 4e place lors de la 2e étape des Quatre Jours de Dunkerque au terme d'une étape difficile courue sous la pluie et sur les pavés, remportée au sprint par Arnaud Démare.

## Palmarès en cyclo-cross
- 2008-2009
  -  Champion d'Allemagne de cyclo-cross espoirs
- 2009-2010
  -  Champion d'Allemagne de cyclo-cross espoirs
- 2013-2014
  - Cyclo-cross de Kayl, Kayl
  - Cyclo-cross de Pétange, Pétange
  - 3e du championnat d'Allemagne de cyclo-cross
- 2014-2015
  - EKZ CrossTour #4, Eschenbach
  - GGEW City Cross Cup (2), Lorsch
- 2015-2016
  - GP-5-Sterne-Region, Beromünster
  - Flückiger Cross Madiswil, Madiswil
  - Challenge Cyclo-cross race powered by Centurion, Albstadt
- 2016-2017
  - Flückiger Cross Madiswil, Madiswil
  - 2e du championnat d'Allemagne de cyclo-cross
  - 10e du championnat du monde de cyclo-cross
- 2017-2018
  - 2e du championnat d'Allemagne de cyclo-cross
- 2018-2019
  - Internationales Radquer Steinmaur, Steinmaur
  - Flückiger Cross Madiswil, Madiswil
  - Grand Prix Möbel Alvisse, Leudelange
  - 3e du championnat d'Allemagne de cyclo-cross
- 2019-2020
  - Gran Premio Guerciotti, Milan
  - 2e du championnat d'Allemagne de cyclo-cross
- 2022-2023
  -  Champion d'Allemagne de cyclo-cross

## Palmarès en VTT

### Championnats d'Europe
- 2015
  -  Médaillé de bronze au cross-country marathon

### Championnats nationaux
- Champion d'Allemagne de cross-country marathon en 2019

## Palmarès sur route
- 2013
  - 2e du Grand Prix OST Manufaktur
- 2025
  - Winelands Cycle Race
  - Tour du Cap

## Classements mondiaux sur route
| Année                                 | 2010 | 2011 | 2012  | 2013 | 2014 | 2015 | 2016 | 2017 | 2018 | 2019 | 2020  |
| ------------------------------------- | ---- | ---- | ----- | ---- | ---- | ---- | ---- | ---- | ---- | ---- | ----- |
| Classement mondial                    |      |      |       |      |      |      | nc   | nc   | nc   | nc   | 2123e |
| UCI Europe Tour                       | 890e | 643e | 1031e | 749e | 604e | 736e | nc   | nc   | nc   | nc   | 1546e |
|                                       |      |      |       |      |      |      |      |      |      |      |       |
| Légende : nc = non classéSource : UCI |      |      |       |      |      |      |      |      |      |      |       |